# Alsodes tumultuosus
Alsodes tumultuosus Veloso, Iturra-Constant & Galleguillos, 1979 è una specie di anfibi anuri appartenente alla famiglia Alsodidae.